# Водные объекты Кигинского района
Гидрография Кигинского района определена расположением района на Приайской увалисто-волнистой равнины и примыканием на юго-востоке к передовым хребтам западного склона Южного Урала. Главная река — Ай, главный гидрографический объект — торфяные болота.
Долина реки Ай на юго-западе и северо-западе района, притоки Алла-Елга, Киги. Киги полностью течёт по Кигинскому району, его притоки: Леуза, Кесе-Ик, Карамалы, Карайлы.
1. Абзаевский —
2. Арслановский сельсовет — реки, ручьи 104,0 га[1]
3. Верхнекигинский сельсовет —
4. Еланлинский сельсовет — протекает 5 рек, из них Ай, Еланлино, Вакиярово[2].
5. Душанбековский сельсовет —
6. Ибраевский сельсовет —
7. Кандаковский сельсовет — река Киги[3]
8. Леузинский сельсовет — р. Леуза
9. Нижнекигинский сельсовет — с.